# Видпач (Калифорнија)
Видпач (енгл. Weedpatch) насељено је место без административног статуса у америчкој савезној држави Калифорнија.

## Демографија
По попису из 2010. године број становника је 2.658, што је 68 (-2,5%) становника мање него 2000. године.
| Група             | 2000.         | 2010.         |
| Белци             | 232 (8,5%)    | 150 (5,6%)    |
| Афроамериканци    | 19 (0,7%)     | 8 (0,3%)      |
| Азијати           | 7 (0,3%)      | 14 (0,5%)     |
| Хиспаноамериканци | 2.431 (89,2%) | 2.484 (93,5%) |
| Укупно            | 2.726         | 2.658         |